# 欧日地区古费恩
欧日地区古费恩（法語：Gouffern en Auge，法語發音：[gufɛʁn ɑ̃.n‿oʒ]）是法国奥恩省的一个市镇，位于该省北部，属于阿让唐区。

## 地名
该市镇得名于欧日地区和古费恩森林。

## 历史
欧日地区古费恩成立于2017年1月1日，由以下14个市镇合并而成：
- 欧布里昂内姆（Aubry-en-Exmes）
- 阿韦尔讷苏塞姆（Avernes-sous-Exmes）
- 圣莱奥纳尔堡（Le Bourg-Saint-Léonard）
- 尚布瓦（Chambois）
- 拉科谢尔（La Cochère）
- 库尔梅尼勒（Courménil）
- 埃姆
- 费勒
- 奥梅埃勒（Omméel）
- 圣皮埃尔-拉里维耶尔（Saint-Pierre-la-Rivière）
- 锡伊昂古费恩（Silly-en-Gouffern）
- 叙尔维（Survie）
- 于鲁和克雷讷（Urou-et-Crennes）
- 维勒巴丹（Villebadin）

其中锡伊昂古费恩为政府驻地。

## 地理
欧日地区古费恩（48°45'18.000"N, 0°4'9.998"E）面积165.79 平方千米，位于法国诺曼底大区奧恩省，该省份为法国西北部内陆省份，北起顺时针与卡爾瓦多斯省、厄尔省、厄尔-卢瓦省、萨尔特省、马耶讷省和芒什省接壤。市镇勒潘欧阿拉全境位于欧日地区古费恩，是欧日地区古费恩的一块内飞地。
与欧日地区古费恩接壤的市镇（或旧市镇、城区）包括：巴约勒、维勒迪约莱巴约勒、迪沃河畔图尔奈、迪沃河畔圣朗贝尔、库德阿尔、蒙托尔梅勒、尚波苏、欧布里勒庞图、拉弗雷奈法耶勒、梅尼勒于贝尔-昂内姆、克鲁瓦西耶、日奈、阿尔默内什、欧努勒福孔、赛镇、阿让唐、塞维尼、奥卡涅、勒潘欧阿拉、弗雷奈勒桑松。
欧日地区古费恩的时区为UTC+01:00、UTC+02:00（夏令时）。

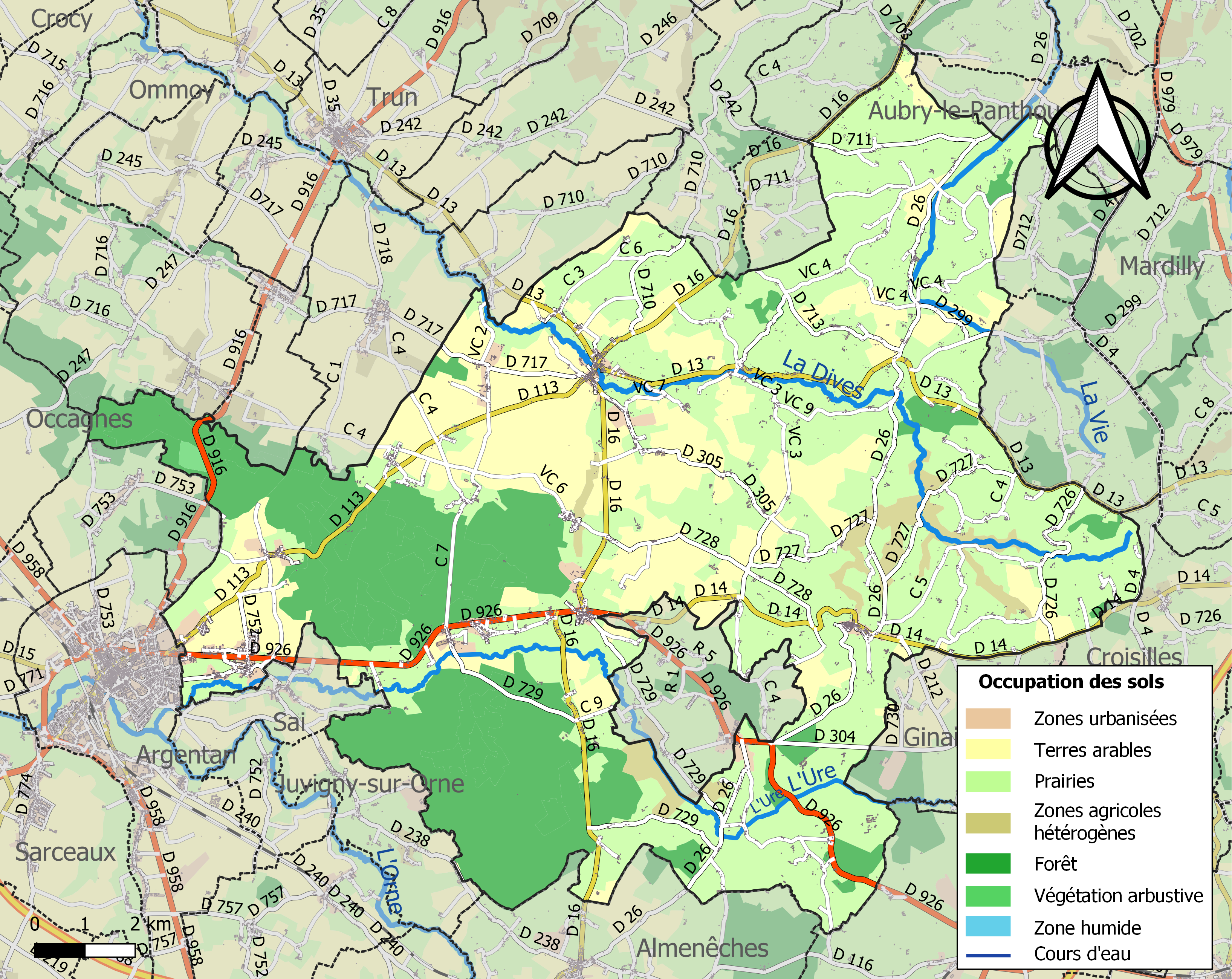
欧日地区古费恩的OSM定位图

## 行政
欧日地区古费恩的邮政编码为61310，INSEE市镇编码为61474。

## 政治
欧日地区古费恩所属的省级选区为阿让唐第二县。

## 人口
欧日地区古费恩于2022年1月1日时的人口数量为3644人。